# Bataille du Belvédère
Seconde Guerre mondiale
Batailles
Front d'Europe de l'Ouest
- Campagnes du Danemark et de Norvège
- Bataille de France
- Bataille de Belgique
- Bataille des Pays-Bas
- Bataille d'Angleterre
- Blitz
- Opération Myrmidon
- Opération Ambassador
- Raid de Dieppe
- Sabordage de la flotte française à Toulon
- Bataille aérienne de Berlin
- Bataille de Normandie
- Débarquement de Provence
- Libération de la France
- Campagne de la ligne Siegfried
- Bataille du Benelux
- Poche de Breskens
- Bataille des Vosges (Bruyères)
- Bataille des Ardennes
- Bataille de Saint-Vith
- Siège de Bastogne
- Opération Bodenplatte
- Opération Nordwind
- Campagne de Lorraine
- Bataille d'Alsace (Forêt de la Hardt, Poche de Colmar Jebsheim)
- Campagne d'Allemagne
- Raid de Granville
- Libération d'Arnhem
- Bataille de Groningue
- Insurrection géorgienne du Texel
- Bataille de Slivice
- Capitulation allemande

Front d’Europe de l’Est

Campagnes d'Afrique, du Moyen-Orient et de Méditerranée

Bataille de l’Atlantique

Guerre du Pacifique

Guerre sino-japonaise

Théâtre américain
La bataille du Belvédère est une opération militaire menée pendant la Seconde Guerre mondiale par les troupes alliées en Italie du 25 janvier au 4 février 1944, au cours de la bataille de Monte Cassino.
Il s'agit de l'un des faits d'armes les plus remarquables conduits par le corps expéditionnaire français pendant la campagne d'Italie au cours duquel s'illustre particulièrement le 4e régiment de tirailleurs tunisiens (4e RTT), alors commandé par le colonel Jacques Roux. 
Ce fait d'armes contribua avec plus tard la bataille du Garigliano à restaurer la crédibilité de l'armée française auprès des Américains, notamment auprès du commandant de la Ve Armée, Mark Wayne Clark.

## Histoire

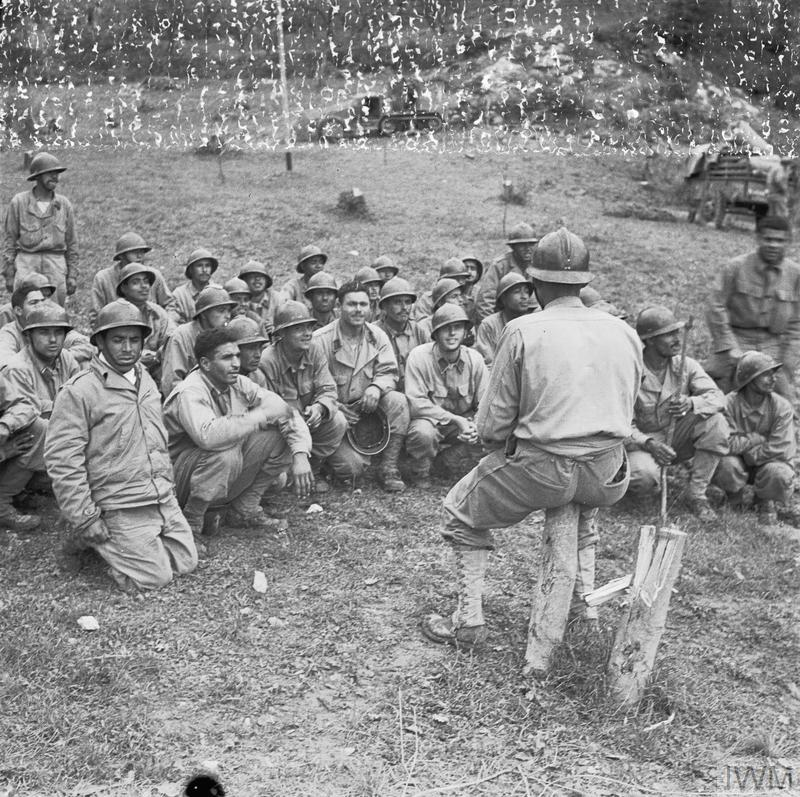
Soldats de la 2e division d'infanterie marocaine rejoignant les premières lignes peu avant la bataille, en décembre 1943.

Cette bataille s'inscrit dans la bataille du Monte Cassino. L'objectif était la prise des cols Abate (it) et Belvédère, situés dans la commune de Terelle.
Le général Mark Wayne Clark donne l'ordre au général Alphonse Juin de prendre le massif du Belvédère afin de détourner en partie les forces allemandes du verrou de Cassino. L'attaque du Belvédère est donc conçue par Clark comme une manœuvre de diversion : les Français, Tunisiens et Algériens, doivent percer la ligne Gustave, occuper les sommets du Belvédère et du Casale Abate et contraindre les Allemands à colmater la brèche. Cette diversion permet de favoriser l'offensive américaine sur Cassino.
Les Américains commencent par se rapprocher du mont Belvédère avec la 442e Regimental Combat Team.
Le 25 janvier 1944, le 4e régiment de tirailleurs tunisiens (4e RTT) de la 3e division d'infanterie algérienne (3e DIA) attaque le Belvédère. Ils sont 2 000 soldats à s'élancer le matin.
La 11e compagnie du lieutenant  Raymond Jordy (1914-1944), du 3e bataillon commandé par le chef de bataillon Paul Gandoët, arrive au sommet (681 m) et neutralise les casemates. Le 4e régiment de tirailleurs tunisiens va perdre la moitié de ses effectifs et les trois quarts de ses cadres (207 morts, 75 disparus et 1 090 blessés) lors de cette opération, dont son chef, le colonel Jacques Roux (1891-1944).

## Hommages

### Personnalités
« Sur cette position [le Belvédère], plusieurs fois prise, perdue, reprise, le 4e Régiment de tirailleurs tunisiens accomplit un des faits d'armes les plus brillants de la guerre au prix de pertes énormes. Y seront tués, notamment, son chef le colonel Roux et 9 de ses 24 capitaines. »
— Charles de Gaulle, à propos du fait d'armes accompli par le 4e régiment de tirailleurs tunisiens lors de la bataille du Belvédère du 25 janvier au 4 février 1944
« Le 4e régiment de tirailleurs tunisiens avait réalisé un des plus hauts faits d'armes de notre histoire militaire en s'emparant du Belvédère. »
— Général Augustin Guillaume, à propos du fait d'armes accompli par le 4e régiment de tirailleurs tunisiens lors de la bataille du Belvédère du 25 janvier au 4 février 1944

### Citations
Le 4e RTT et le 7e RTA, ainsi que leur division, la 3e DIA,  sont cités à l'ordre de l'armée pour ce fait d'armes.

## Personnalités ayant participé à la bataille du Belvédère
- Paul Gandoët (1902-1995), général de corps d'armée, chef du 3e bataillon du 4e RTT lors de la campagne d'Italie, grand-croix de la Légion d'honneur et de l'ordre national du Mérite.
- Maurice Henry (1919-2014), général de corps d'armée, lieutenant au 4e RTM lors de la campagne d'Italie, grand-croix de la Légion d'honneur et de l'ordre national du Mérite.